# Stefan Themerson

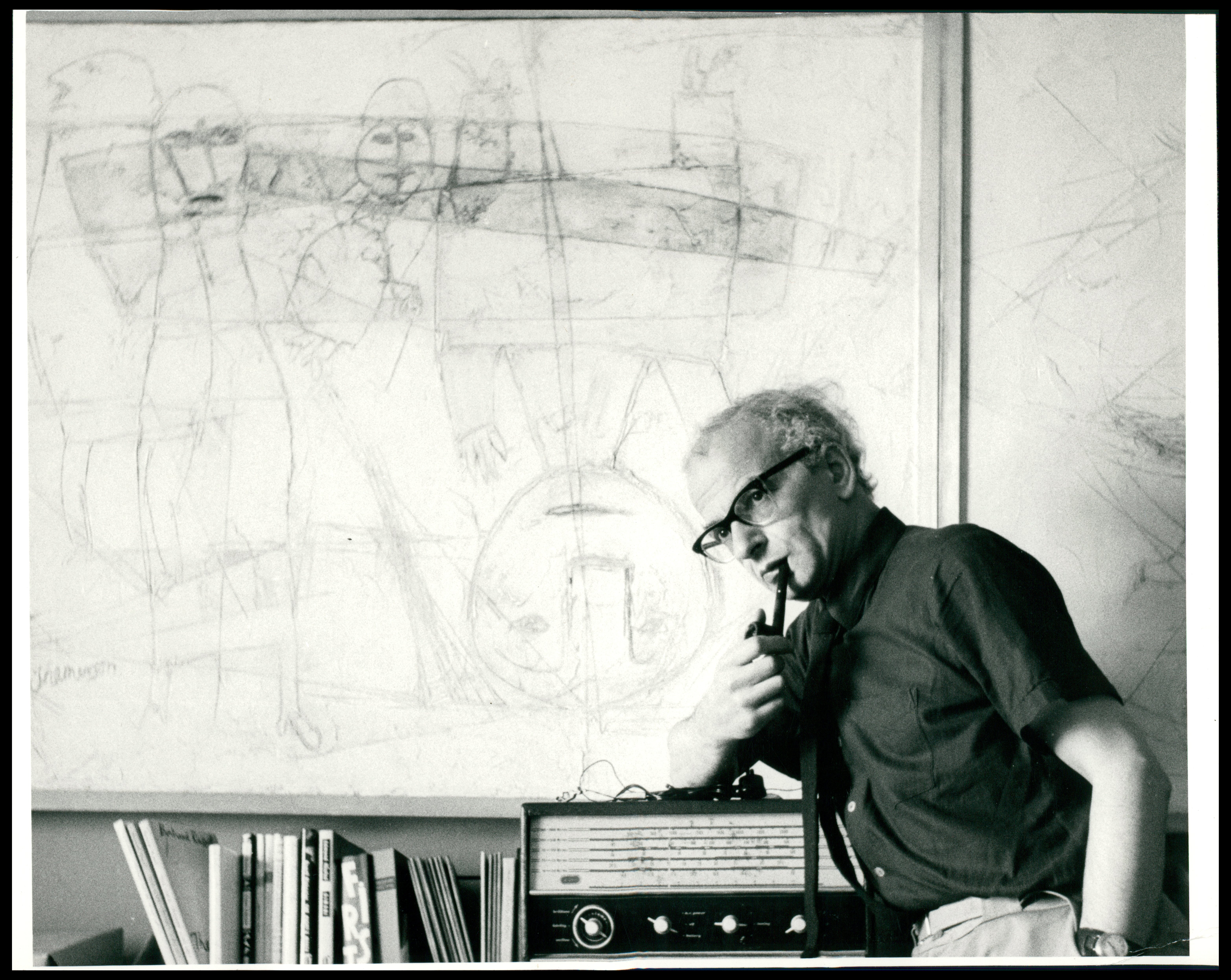
Stefan Themerson

Stefan Themerson (* 12. Oktoberjul. / 25. Oktober 1910greg. in Płock, Russisches Kaiserreich; † 6. September 1988 in London, Vereinigtes Königreich) war ein polnischer, später britischer Dichter, Romancier, Filmemacher, Verleger und Philosoph.

## Leben
Stefan Themerson wurde in Płock im damaligen Russischen Reich am 25. Januar 1910 geboren und starb in London am 6. September 1988.
Sein Vater, Mieczysław Themerson, war Arzt jüdischer Herkunft, Sozialreformer und ein begabter Schreiber, von dem einige Werke publiziert wurden. Seine Mutter, ebenfalls jüdischer Herkunft, war Ludwika Smulewicz. Im Ersten Weltkrieg diente Dr. Themerson als Stabsarzt in der Zarenarmee; seine Familie lebte in Riga, St. Petersburg und Welikije Luki. 1918 kehrten sie nach Płock zurück, das nun jedoch in dem noch während des I. Weltkrieges wieder zur Souveränität gelangten Polen lag. Dort besuchte Stefan das König-Władysław-Jagiełło-Gymnasium. Zu dieser Zeit zeigte er erste Interessen an der Fotografie und baute einen Radioempfänger.
Im Jahr 1928 begann Themerson an der Universität Warschau ein Studium der Physik, nach einem Jahr dann Architektur an der TU Warschau, aber in Wirklichkeit verbrachte er die meiste Zeit mit Photographie, Collage und Filmemachen. Auch seine erste literarische Publikation stammt aus dem Jahr 1928. Er beendete sein Studium nie offiziell, aber wandte sich nach und nach ab, um seinen anderen Interessen zu folgen. Während seines Studiums lernte er auch die Kunststudentin Franciszka Weinles kennen, die er 1931 heiratete.
Von 1931 bis 1935 lebten und arbeiteten die Themersons in Warschau. Stefan schrieb Artikel für verschiedene Zeitschriften sowie Prosa und Gedichte für Schulbücher. Außerdem schrieb er mindestens zehn Kinderbücher, zu denen Franciszka die Illustrationen fertigte. Pan Tom buduje dom (Herr Tom baut ein Haus) ist in Polen bis heute im Druck. Stefan experimentierte auch mit Fotogrammen und drehte mit seiner Frau fünf experimentell Kurzfilme: Apteka (Apotheke, 1930), Europa (1931–1932), Drobiazg Melodyjny (Musikalisches Moment, 1933), Zwarcie (Kurzschluss, 1935) und Przygoda Człowieka Poczciwego (Die Abenteuer eines braven Mannes, 1937). Die Filme wurden zusammen mit anderen experimentellen Filmen vorgeführt und sind heute weitgehend verloren. Eine Kopie von „Europa“ wurde 2019 im Bundesarchiv wiederentdeckt und kam 2021 beim London Film Festival zur Premiere. Das Drehbuch zu Europa, das auf einem Gedicht von Anatol Stern beruht, wurde von den Themersons in ihrem eigenen Verlag Gaberbocchus Press veröffentlicht, illustriert durch erhaltene Standfotos aus dem Film; Apteka wurde später neu verfilmt auf der Grundlage von Beschreibungen, Standfotos und Drehbüchern. 1935 gründeten die Themersons zusammen mit anderen jungen Filmemachern ein Unternehmen, die S.A.F (Spółdzielnia Autorów Filmowych).
1936 und 1937 besuchten die Themersons Paris, damals das Weltzentrum der avantgardistischen Kunst, und London, wo sie Moholy-Nagy und andere experimentelle Künstler trafen. Nach ihrer Rückkehr nach Polen zeigten sie erstmals ihre Filme. Außerdem gaben sie eine Rezension F(ilm) A(rtistique) heraus mit Stefan als Herausgeber und Franciszka als künstlerischer Direktorin; nach zwei Ausgaben wurde die Zeitschrift eingestellt. Im Winter 1937 zogen sie nach Paris um, wo sie einen Kreis von Künstlern und Schriftstellern fanden, viele davon Polen, in dem sie sich wohlfühlten. Ihr Plan war es, in Paris zu bleiben. Themerson schrieb für polnische Schulbücher und polnische Publikationen in Paris. Zu Kriegsbeginn, 1939, meldete sich Themerson freiwillig zur polnischen Armee in Frankreich, die sich nach dem Einmarsch der deutschen und sowjetischen Armee in Polen und der nachfolgenden Teilung Polens formierte.
Im Jahr 1940 wurde Themerson zu einem polnischen Infanterieregiment eingezogen, gerade rechtzeitig, um den deutschen Einmarsch und den Zusammenbruch der Alliierten zu erleben. Er erinnerte sich später lebhaft daran, Tag und Nacht in der Sommerhitze nach St-Nazaire marschiert zu sein, wo im Juni sein Regiment aufgelöst wurde. Die Offiziere ließen ihre Männer im Stich, die sich versteckten, wo sie konnten. Themerson reiste durch ganz Frankreich, besuchte das besetzte Paris und Toulouse, wo er mit Hilfe des Polnischen Roten Kreuzes wieder Kontakt zu Franciszka aufnehmen konnte. Sie hatte für die Polnische Exilregierung als Kartographin gearbeitet und war von Paris in die Normandie und später nach London geflohen. Themerson verbrachte Zeit in Flüchtlingslagern, arbeitete als Landarbeiter und verbrachte über ein Jahr im Hôtel de la Poste in Voiron, das vom polnischen Roten Kreuz betrieben wurde. Hier fing er die Arbeit am Roman Professor Mmaas Vorlesung in polnischer Sprache an und schrieb das lange Gedicht Croquis dans les Ténèbres (Skizzen in der Finsternis).
Gegen Ende 1942 kam Themerson über Marseille und Spanien nach Lissabon, von wo aus er von der Royal Air Force nach England geflogen wurde. Dort traf er seine Frau wieder und meldete sich nochmals zur polnischen Armee. Mit der Armee ging er für eine Zeit nach Schottland, wo er den Professor Mmaa fertigstellte; dann wurde er zu einer Filmeinheit des polnischen Ministeriums für Information und Kommunikation nach London abgeordnet. Dort drehte er mit Franciszka zwei Kurzfilme: Calling Mr Smith, ein Bericht über Nazi-Verbrechen in Polen, und The Eye and the Ear, inspiriert durch vier Lieder von Szymanowski. Im Jahr 1944, bei einem Treffen des P.E.N. Clubs zur Feier des dreihundertsten Jahrestages des Erscheinens von John Miltons Areopagitica, traf Themerson Kurt Schwitters, der bis zu seinem Tod ein enger Freund blieb. Andere enge Freundschaften schloss er zu dieser Zeit mit Jankel Adler, Julian Trevelyan und Anthony Froshaug. Ebenfalls im Jahr 1944 zogen die Themersons um nach Maida Vale, wo sie bis zu ihrem Tod lebten.
Stefan und Franciszka Themerson publizierten von 1948 bis 1979 Bücher in ihrem eigenen Verlag, Gaberbocchus Press („Jabberwocky Verlag“), viele davon mit Franciszkas Illustrationen und manchmal in Zusammenarbeit mit der Übersetzerin Barbara Wright. Darunter waren Werke von Guillaume Apollinaire und Kurt Schwitters, die ersten englischen Übersetzungen von Alfred Jarrys Ubu Roi und Raymond Queneaus Exercises de Style sowie The Good Citizen's Alphabet von Bertrand Russell, der auch ein herzliches Vorwort zu Professor Mmaa’s Lecture schrieb.

## Werke
- Themerson, Stefan: Kurt Schwitters in England. Gaberbocchus Press, London 1958.
- Themerson, Stefan: Professor Mmaa's Vorlesung : [Phantast. Roman]. Deutscher Taschenbuch-Verlag, München 1972, ISBN 3-423-00850-4.
- Themerson, Stefan: Wuff wuff oder wer ermordete Richard Wagner? Affholderbach u. Strohmann, Siegen 1987, ISBN 3-922524-39-7.
- Themerson, Stefan: Bayamus und das Theater der semantischen Poesie : Roman. Reclam, Leipzig 1992, ISBN 3-379-01441-9.
- Themerson, Stefan: Die ultraintelligente Maschine : ein Dialog. S. Fischer, Frankfurt am Main 1997, ISBN 3-10-080014-1.